# Francesco Aleandro
Francesco Aleandro (Motta di Livenza, ... – Roma, 3 novembre 1560) è stato un arcivescovo cattolico italiano.

## Biografia
Nacque a Motta di Livenza, in diocesi di Ceneda. Era nipote del cardinale Girolamo Aleandro.
Durante i primi giorni del 1541 il cardinale rinunciò in suo favore alla arcidiocesi di Brindisi e Oria, e il 30 gennaio 1541 papa Paolo III lo nominò ufficialmente arcivescovo metropolita di Brindisi e Oria. Ricevette la consacrazione episcopale a Roma.
Prese possesso dell'arcidiocesi agli inizi del 1542 e indisse una visita alla diocesi di Oria, del quale egli portava il titolo, dove fu però accolto con grande ostilità.
Morì a Roma il 3 novembre 1560. Fu inizialmente sepolto nella basilica di San Crisogono, poi il suo corpo fu traslato nel duomo di San Nicolò a Motta.

## Successione apostolica
La successione apostolica è:
- Arcivescovo Giovanni Carlo Bovio (1558)